# Veteranu, Constanța
Veteranu este un sat în comuna Peștera din județul Constanța, Dobrogea, România. În trecut se numea Idriș-Cuiuș/Idris-Cuius (în turcă İdriskuyusu). La recensământul din 2002 avea o populație de 30 locuitori.